# Česká Ves

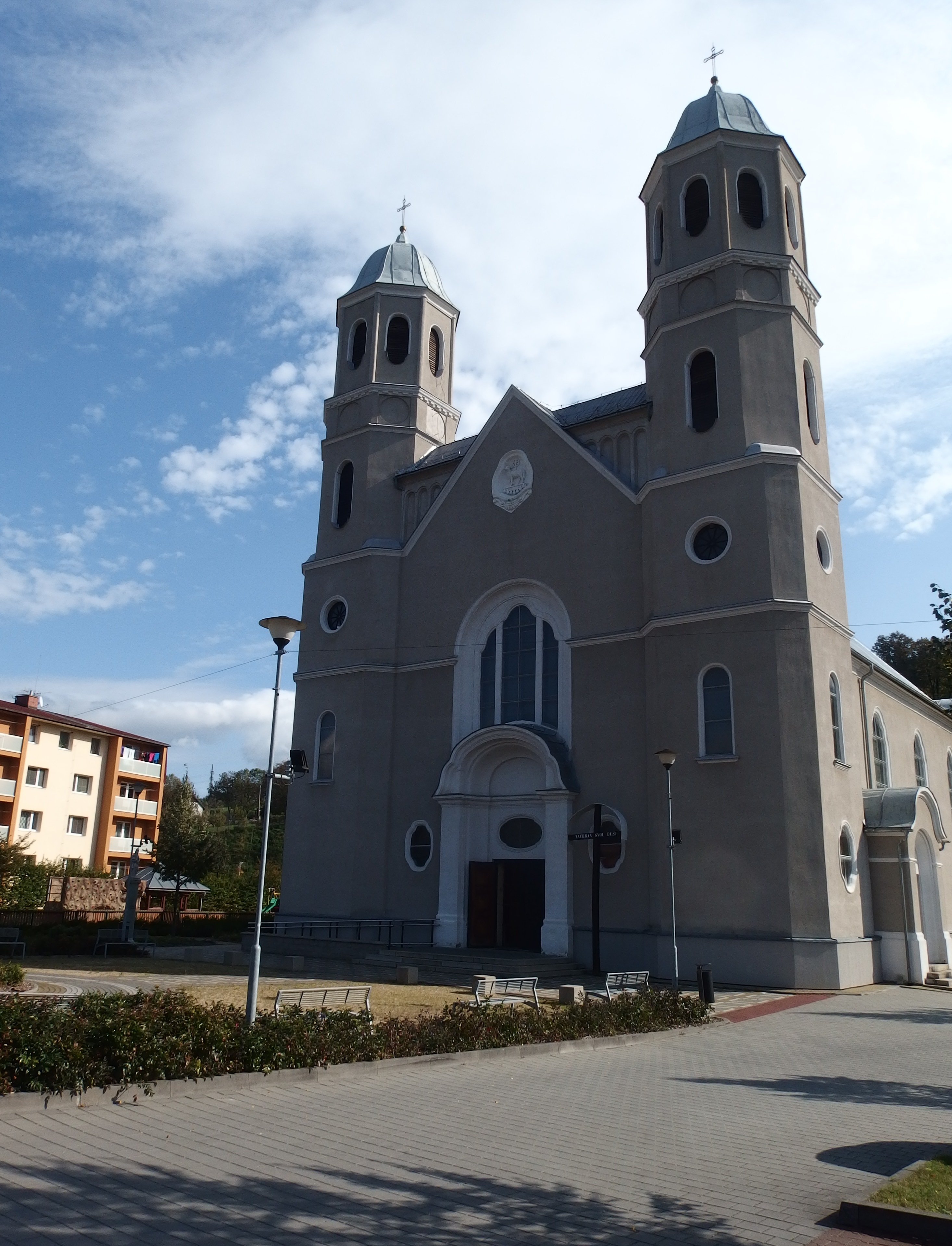
Kościół pw. św. Józefa

Česká Ves (niem. Böhmischdorf) – gmina wiejska w Czechach, w powiecie Jesenik, 4 kilometry od miasta Jeseník i 13 kilometrów od granicy z Polską. Historycznie położona jest na Dolnym Śląsku.
Pierwsza wzmianka o miejscowości pochodzi z 1416.
Obecna liczba mieszkańców (2566 osób) jest zbliżona do tej sprzed wieku – według austriackiego spisu powszechnego w 1910 wieś zamieszkiwało 2434 osób, z tego 2419 na stałe. Wszyscy używali języka niemieckiego jako ojczystego. Po II wojnie światowej liczba ta zmniejszyła się do 1636 mieszkańców, natomiast miejscowych Niemców wysiedlono z terenu Czechosłowacji.
W Českiej Vsi znajdują się dwa przystanki kolejowe: Česká Ves i Česká Ves bazén. Transport drogowy opiera się na drodze krajowej nr 44, biegnącej przez wieś.
Nad wsią (dojście szlakiem niebieskim) znajduje się punkt widokowy Čertovy Kameny (pol. Diabelskie kamienie) z drabinkami, łańcuchami i schodami. Widok obejmuje m.in. doline Białej Głuchołaskiej po Jezioro Nyskie.